# Touch Me
Touch Me е песен от албума The Soft Parade на състава Дъ Дорс. Написана е от Роби Кригър. Издадена е като сингъл през декември 1968 година. Песента достина 3-то място на Billboard Hot 100 и номер 1 на Cashbox Top 100. Изпълнявана е от Гес Ху и е включена във филмите „The Doors“ (1991) и Училище за рок (2003).
В песента са използвани много медни и струнни инструменти, за да подсилят гласа на Джим Морисън.